# Forn comunitari

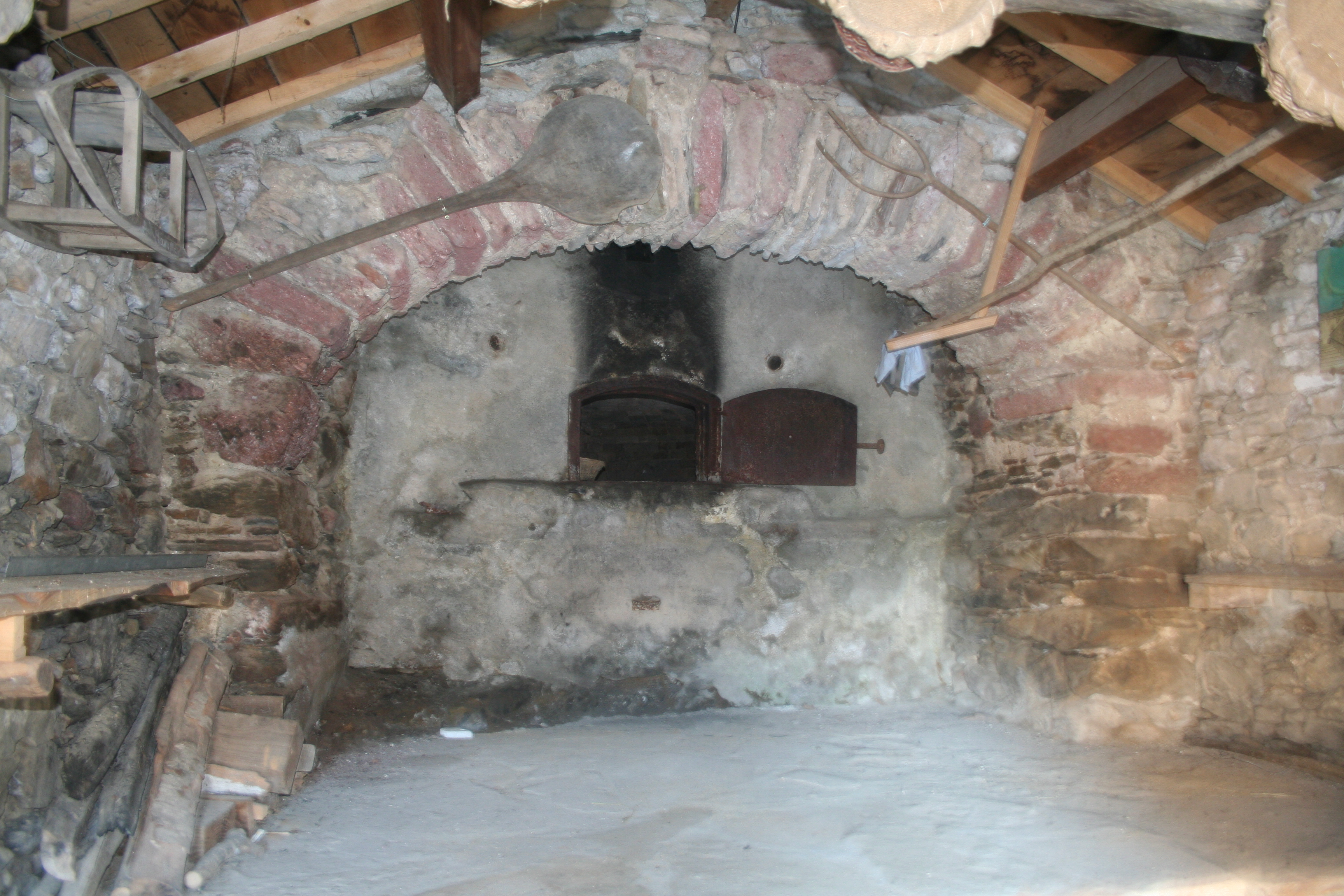
Forn comunal a Barre, sud de França.

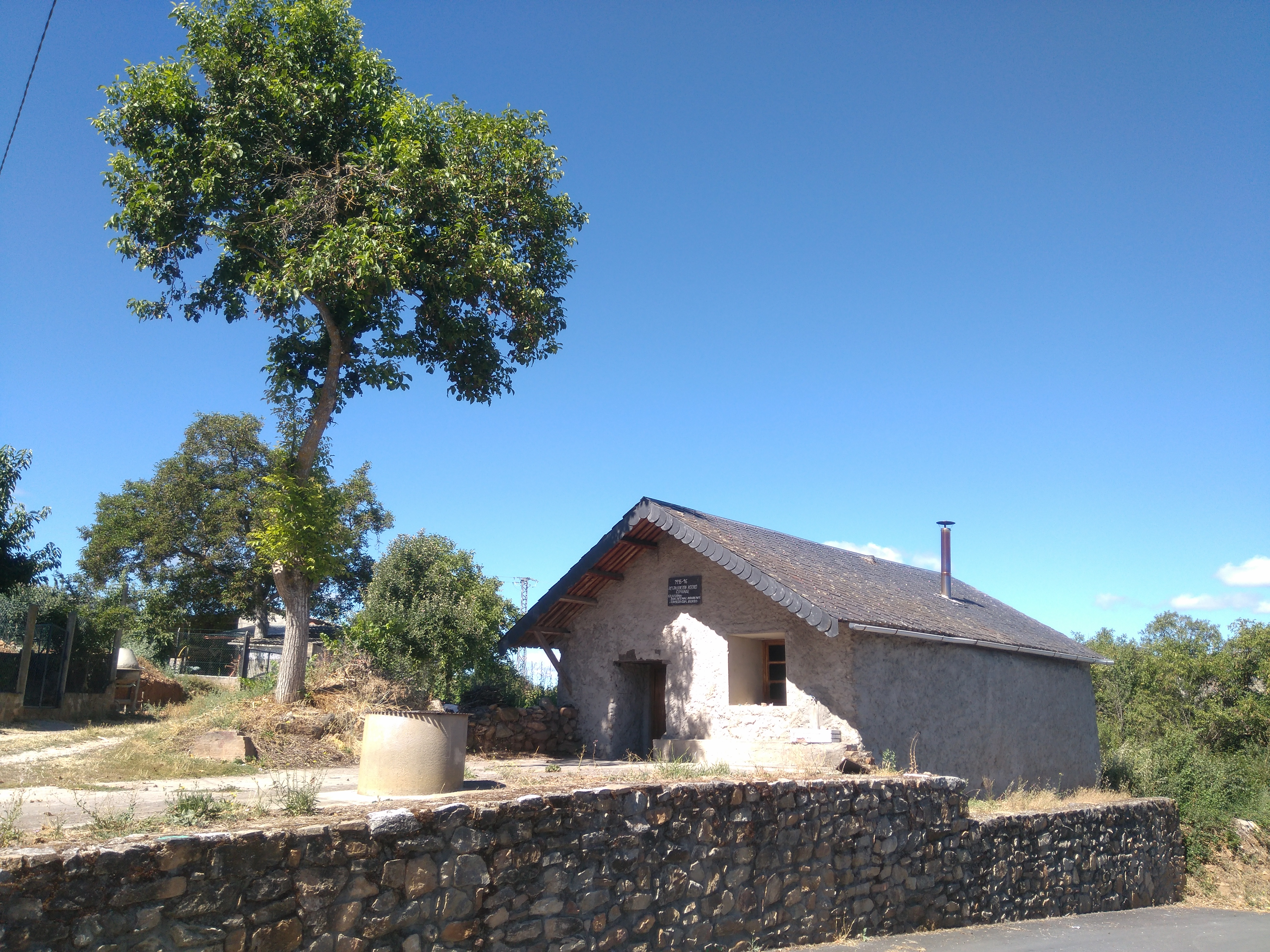
Forn comunal de Borrenes, província de Lleó (Espanya).

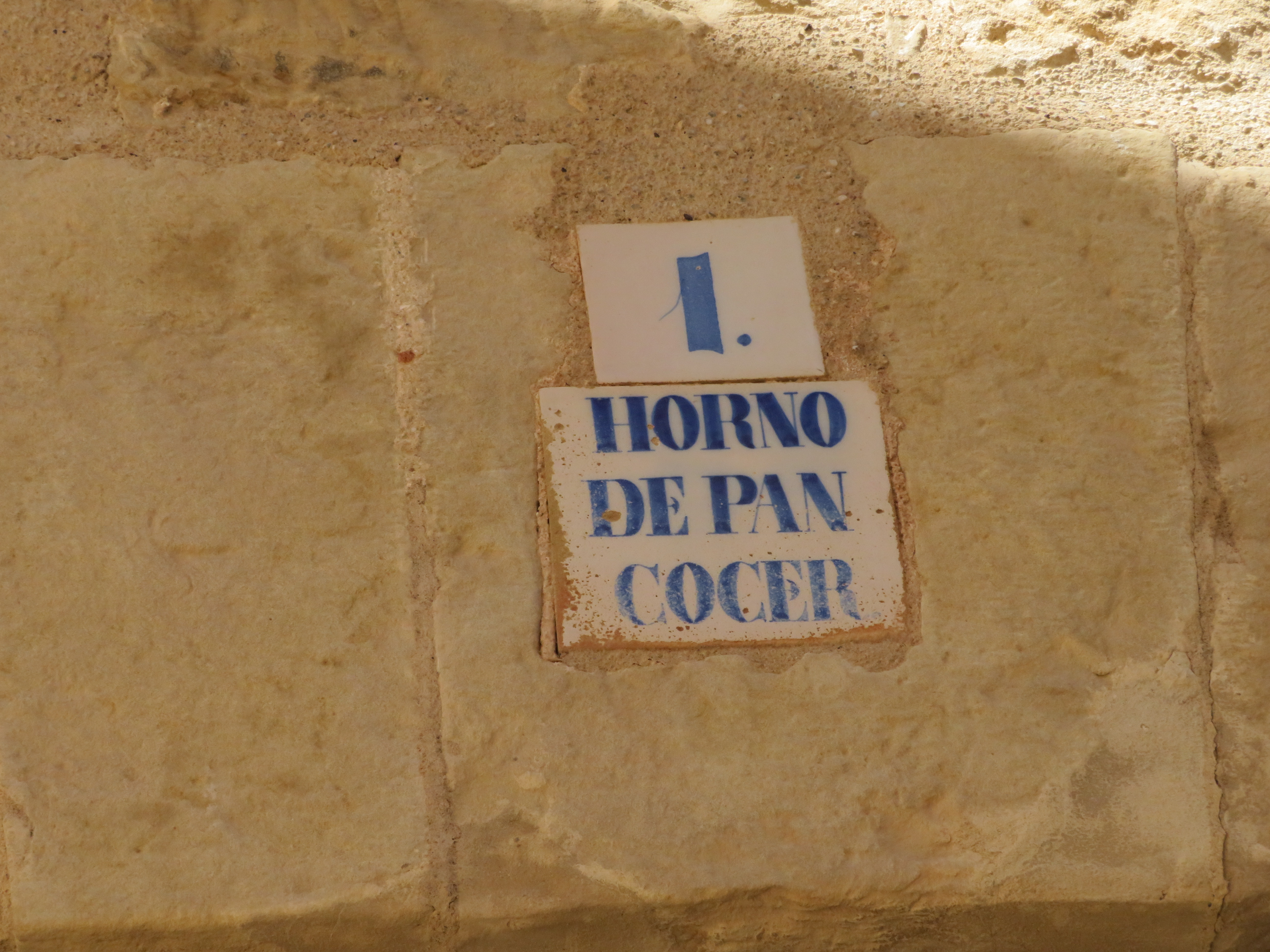
Forn de pa de Belmonte de San José

Un forn comunal o comunitari, també anomenat forn municipal, públic o de puja segons el lloc, és un edifici petit que compta amb un forn de llenya per a coure les fogasses i altres pans (així com galetes i coques), elaborats de manera casolana, i que són usats i gestionats pels veïns d'una comunitat.
Antigament, el més comú era que el pa se'l fes cada família a casa seva, i setmanalment acudien al forn comunal per torns, on un forner triat per subhasta s'encarregava de coure les masses. Tots els veïns estaven obligats a col·laborar en la manutenció dels forns públics (per exemple, proporcionant llenya). El forn, a més de lloc on coure el pa, constituïa un lloc per a socialitzar, especialment durant l'hivern.
A Europa, la cultura dels forns comunals es va estendre durant l'època romana i va tenir continuïtat, especialment en àrees rurals, fins al segle passat. A causa de la industrialització de la fleca, avui dia la majoria de forns comunals han estat abandonats o derruïts.

## Terminologia
- forn comunal en català y occità;
- forno comunal en gallec;[5]
- forno comunitário portuguès;[6]
- four banal en francès;[7]
- forn comun en piamontès;[8][9]
- forno comune en italiano;[3]

## Història

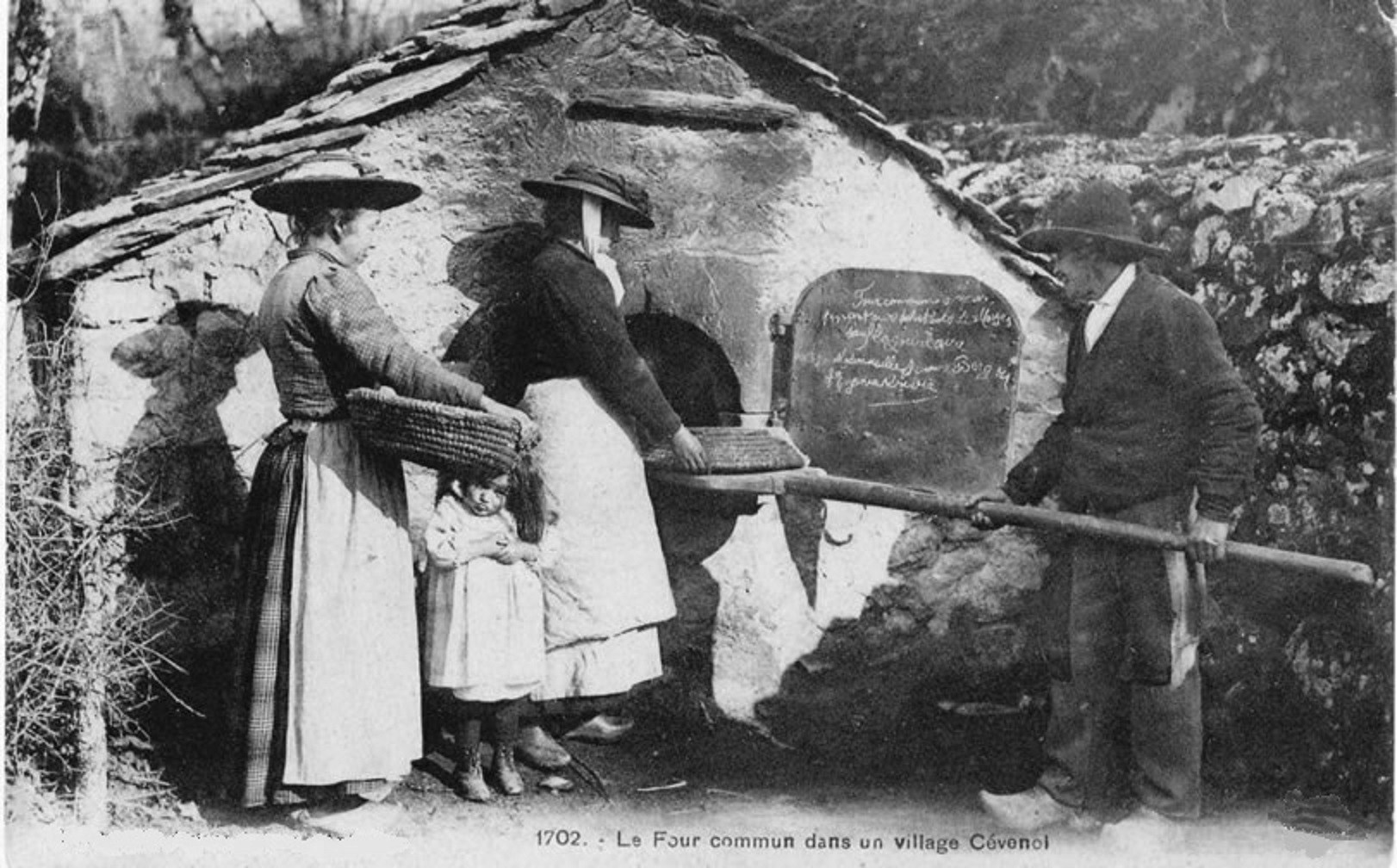
Forn comunal a Cévennes (~1900)

Durant l'època andalusí a la península ibèrica, el forn comú era un servei adjacent a les mesquites i que després de la conquesta es van mantenir a canvi del pagament de la llenya.  Alguns d'ells eren comunals, és a dir, de gestió pública, mentre que uns altres podien pertànyer a un noble, rei, església, etc. El pagament que feia l'arrendatari (el forner) al senyor que li havia cedit el monopoli era anomenat fornatge.

## Molí fariner
A les societats agràries preindustrials, el molí era una institució fonamental, ja que allí es molien els grans de cereal per a fer la farina. Per exemple, a la vila aragonesa de Cutanda, el molí municipal era arrendat cada cinc anys a un moliner professional, el qual s'encarregava del manteniment de les rodes molineres, així com de la séquia i la bassa. El 1736, el Consell de Cutanda va ingressar pel seu molí 40 cafissos de blat. Els pagesos pagaven al fariner una «maquila», és a dir, una part de la seva collita. El blat es molia en petites quantitats quan fos necessari, perquè es conserva millor en gra que en farina.

## Gestió del forn comú
Generalment, el forn comunitari era propietat de l'ajuntament o consell. Els forns comunitaris, encara que poc rendibles, constituïen una font d'ingressos per a l'administració local. Per exemple, el forn de puja de Tomellosa, Castella-la Manxa, el 1774 va produir 360 reals i el 1805 van ser 707 reals. En aquest cas, la meitat del forn pertanyia al consell i l'altra a una confraria. La copropietat es va mantenir fins a una desamortització en el segle XIX.
En moltes zones d'Espanya, el pagament que es realitzava per a poder fer ús del forn comunitari es denominava «puja». La puja es podia pagar en forma de diners o amb el mateix pa. Per aquesta raó, els forns comunitaris eren anomenats forns de puja. En les àrees catalanoparlants, el pa de puja es coneix com pa de licitació. Les primeres vegades que s'esmenten els forns de puja és al segle XVI. La puja (del llatí, podium) és el taulell adjacent al forn on es deixa reposar les masses abans d'introduir-les.
El forn de puja sortia anualment a subhasta i un forner tenia la tasca de mantenir el forn encès els 365 dies i de coure el pa de totes les cases. En alguns casos, aquests forners eren forners professionals que també venien el seu propi pa. D'aquesta figura sorgeix la figura de l'actual forner.

A Valdeperillo, La Rioja, els veïns decidien els seus torns jugant-s'ho a sorts amb un vell mètode anomenat «tirar faves». Les masses eren marcades amb segells de pa per a poder diferenciar els de cada casa i evitar confusions. A Galícia, els torns s'estableixen per veceira. Segons la investigadora culinària Núria Bàguena, «no era freqüent coure el pa a casa, i només les cases riques i aïllades tenien forn. La gent podia anar a pastar i coure el pa als forns comunals, i perquè no es fessin cues, hi havia llistes que els regulaven: s'hi podia anar tres vegades per setmana». També hi havia molta regulació respecte a l'elaboració del pa, especialment amb les mescles fraudulentes amb altres cereals per a abaratir la farina (en alguns casos contenint fins i tot serradures).

Segell de forner

## «Signar» el pa
El fet que totes les famílies del poble coguessin els seus pans en un mateix forn va plantejar la necessitat de diferenciar les peces de cada casa. Així sorgeixen els segells, marcadors o assenyaladors, que servien per a estampar a les masses la firma de l'autor d'aquestes, abans de ficar-les al forn. Els segells de pa van existir en el món antic i fins i tot certs jaciments arqueològics assenyalen que durant la prehistòria haurien sigut usats.

Els segells eren generalment tallats en fusta o en asta d'animal pels pastors. Els feien per a l'ús propi, per encàrrec o per a regalar als seus afins. La majoria de segells eren rodons o quadrats, i incloïen formes animals o florals, text i geometria. Els segells més complexos i amb major filigrana estaven reservats als terratinents o patrons.

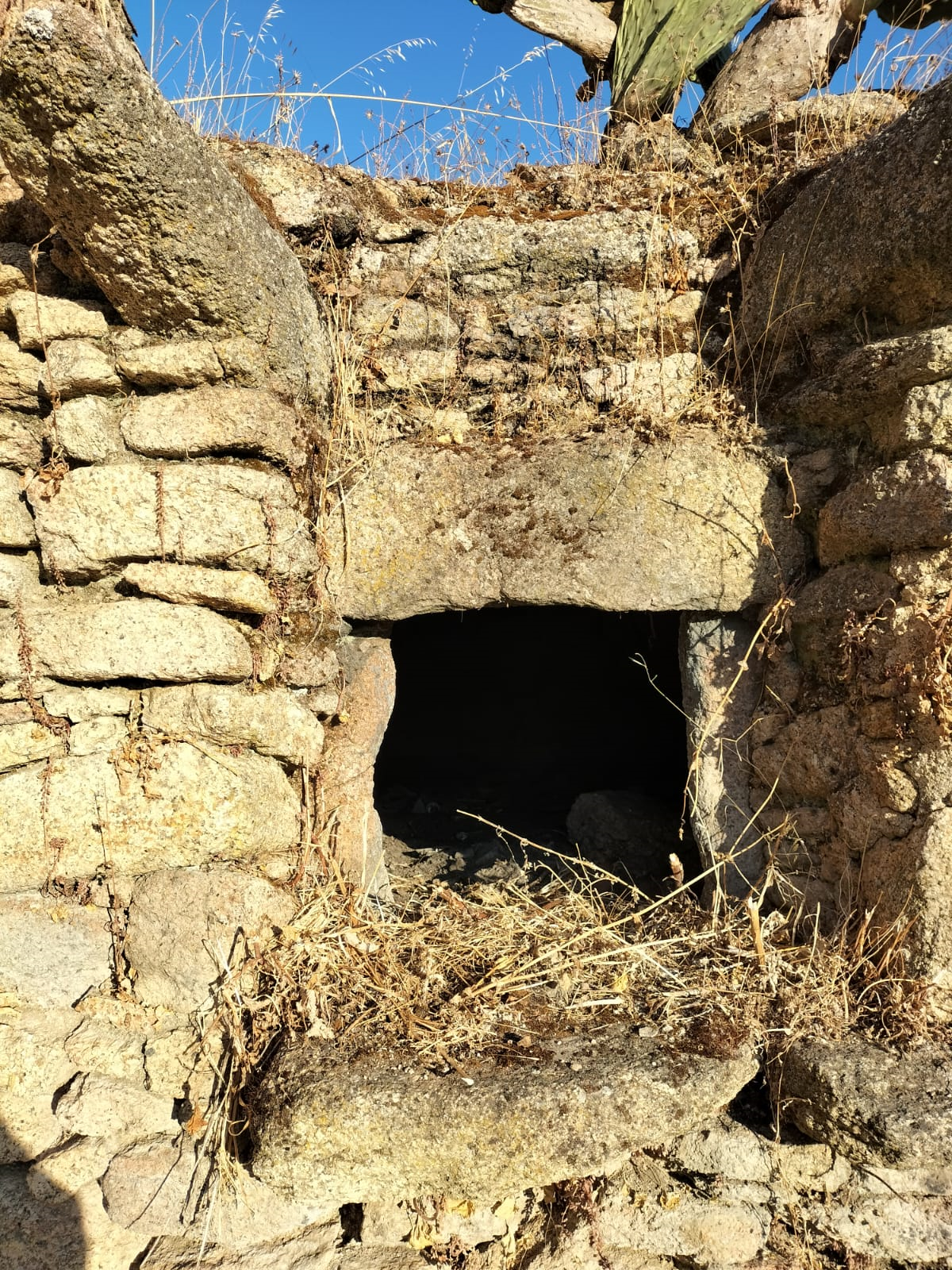
Forn comunal del Prado a Sant Pedro de los Majarretes

L'estampació de pans pot tenir una funció pràctica (incloure el nom del forner, el pes del pa, la qualitat de la farina, etc.), o tfins i tot una funció religiosa i ritual. A l'Antiga Roma, els pans s'estampaven per a les saturnals, per celebrar l'any nou o l'aniversari de l'Emperador. Els segells de l'Espanya preindustrial sovint fan referència a simbologia cristiana, com una creu o la imatge de la Mare de Déu, i a vegades inclouen versos bíblics.

## Forn comunal al segleseglexxi
A causa de la industrialització del forn, avui dia la majoria de forns comunals han estat abandonats o derruïts. Altres han estat reconvertits en museus, com el forn comunitari del call jueu de Lleida.
A l'actualitat, la majoria de forns comunals han desaparegut, però en algunes regions d'Espanya, especialment entre les velles generacions, encara es poden trobar formes aïllades de producció comunal. Per a escriure el seu llibre La tradició del pa artesanal a Espanya (1994), el gastrònom José Carlos Capel va viatjar pel país buscant llocs remots on encara es continuessin usant forns comunals. Va trobar que a Cea, Orense, llogaret famós per la seva tradició flequera (vegeu pa de Cea), les veïnes acostumen a coure el pa que prèviament havien pastat a les seves cases en forns comunals, als quals acudien cada quinze dies aproximadament. A tot el poble existeixen uns dotze forns d'aquest tipus. Capel comenta sobre aquests forns: «L'arquitectura dels forns de Cea, lúgubres, sense llum elèctrica, amb terres de grans pedres, recorden als castres cèltics típics de Galícia».
El 2023, a l'Horta de València d'Alcántara es va realitzar un estudi que va documentar 6 forns comunals, propietat de les veïnes i veïns: dos d'ells a Jola i un a Las Casiñas, El Pino, Sant Pedro de los Majarretes i Las Lanchuelas.